# Protram 205WrAs
Protram 205WrAs – tramwaj wytwarzany od 2006 do 2011 w zakładach Protram we Wrocławiu. Jest to pierwszy wieloczłonowy, częściowo niskopodłogowy tramwaj produkowany w tych zakładach. Tramwaje były eksploatowane we Wrocławiu.

## Konstrukcja
205 WrAs to trójczłonowy, jednostronny i jednokierunkowy tramwaj częściowo niskopodłogowy (22,04% niskiej podłogi – w środkowym członie), stanowiący rozwinięcie jednoczłonowego typu 204 WrAs. Człony skrajne pojazdu są adaptowane z tramwaju 204 WrAs, przy projektowaniu tramwaju brała udział spółka EC Engineering. W stosunku do typu 204, zastosowano dwustopniowe usprężynowanie wózków jezdnych, co pozwoliło na zwiększenie komfortu jazdy. Napęd stanowi 8 silników prądu przemiennego (asynchroniczne, stąd nazwa „As”) o mocy po 50 kW, sterowanych przez układ falownikowy firmy Medcom dający napięcie 400 V. Tramwaj posiada połówkowy pantograf, wyświetlacze diodowe, a także piasecznice przy pierwszych wózkach. Środkowy niski człon posiada wysuwaną elektrycznie rampę dla wózków, obniżaną do poziomu szyny. Motorniczy dysponuje klimatyzacją i ergonomicznym stanowiskiem pracy. Od pojazdu nr 2707 istnieje możliwość przejazdu krótkiego odcinka przy użyciu akumulatorów.

## Eksploatacja
Na mocy rozstrzygniętego w maju 2006 przetargu MPK we Wrocławiu otrzymało dwa wozy typu 205 WrAs. Pierwszy tramwaj tego typu został przyjęty na stan wrocławskiego MPK 19 grudnia 2006, otrzymawszy numer taborowy #2701. Drugi, o numerze #2702, został dostarczony w styczniu 2007. #2701 zaczął wozić pasażerów 16 stycznia, a #2702 – dziesięć dni później.
Na mocy przetargu rozstrzygniętego w połowie 2007 roku wrocławskie MPK wzbogaciło się o kolejne 4 sztuki tramwaju tego typu, dostarczone w styczniu 2008. Otrzymały one numery taborowe #2703…#2706.
29 listopada 2008 na swój pierwszy kurs wyjechał tramwaj o numerze taborowym #2707 – pierwszy z czterech, które zasiliły MPK w myśl przetargu rozstrzygniętego w 2008 roku. Pozostałe trzy zostały dostarczone do stycznia 2009.
W okresie od grudnia 2009 do stycznia 2010 do MPK trafiły 3 tramwaje o numerach taborowych #2711…#2713.
5 sierpnia 2010 wozy z numerami #2715 i #2716 zostały wpisane na stan Zajezdni IV „Borek”.
28 sierpnia 2010 MPK Wrocław rozstrzygnęło przetarg na dostawę 8 pojazdów niskopodłogowych dla potrzeb linii średnicowej. Zwycięzcą został Protram z pojazdem 205 WrAs. Dostawa ta została dofinansowana ze środków Unii Europejskiej. Pod koniec stycznia 2011 roku zostały dostarczone pierwsze dwa modele nowej serii „Pro205WrAs” o numerach taborowych #2719 i #2720 i również przekazane zostały do zajezdni „Borek”. Zostały one wyposażone w system monitoringu wewnętrznego i zewnętrznego, nową tapicerkę oraz urządzenie chłodząco-podgrzewające do napojów dla motorniczego. Cała seria nosi numery taborowe 2719 do 2726.
Tramwaje typu 205WrAs były pierwszymi wrocławskimi tramwajami niskopodłogowymi wraz z dostarczanymi równolegle tramwajami Škoda 16T, o większym udziale niskiej podłogi, jednak w odróżnieniu od typu 16T, mogły być eksploatowane na większej ilości linii. W porównaniu z 16T, tramwaj typu 205WrAs ma prostszą konstrukcję przy znacznie niższej cenie. Przez motorniczych są lubiane z uwagi na niezawodność, łatwość obsługi i bardzo dobre własności trakcyjne (krótka droga hamowania, lepsze przyspieszenie dzięki lepszemu stosunkowi mocy do masy, niż w 16T).

## Modernizacje

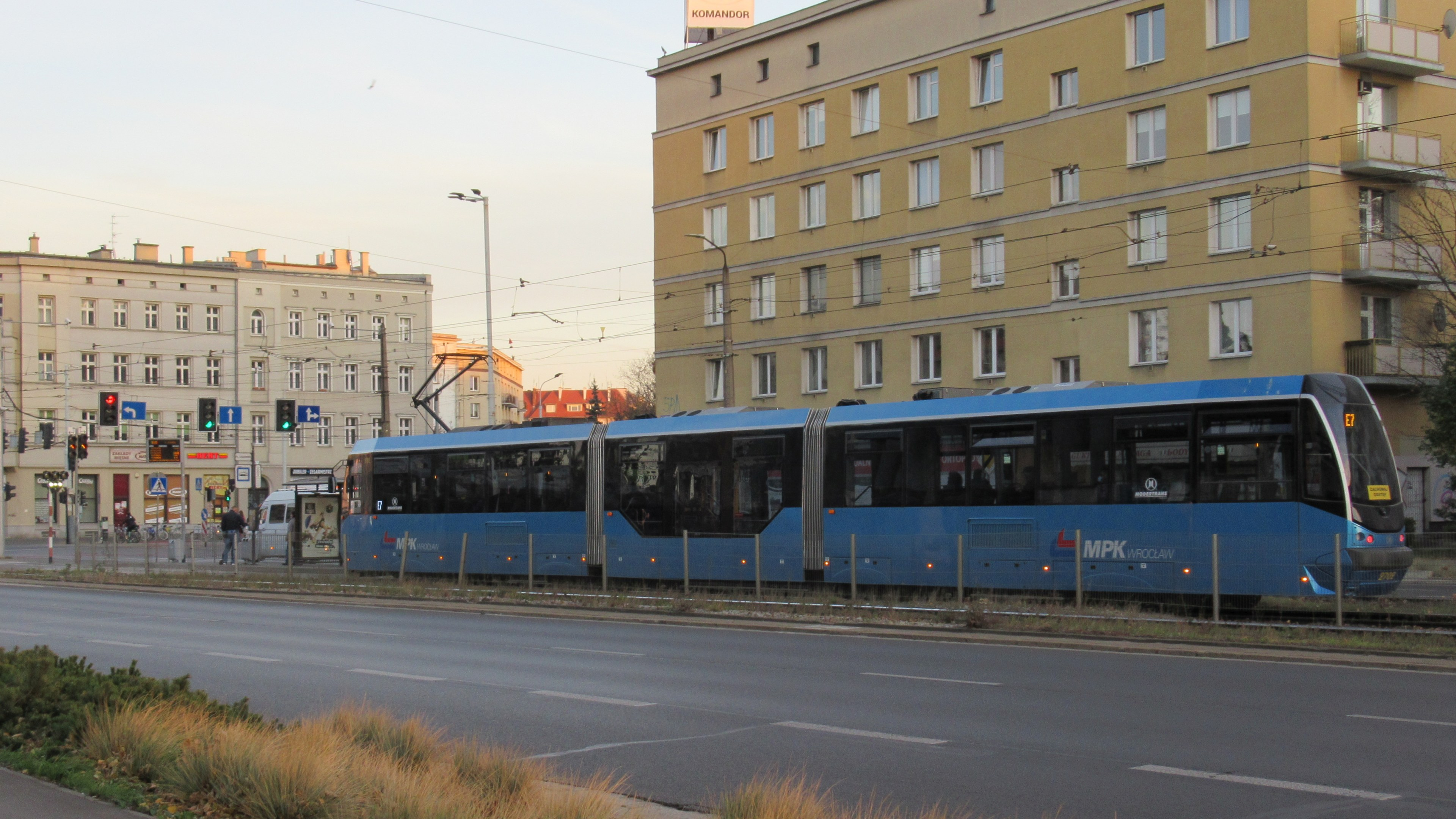
Protram 205WrAs po modernizacji

W 2020 roku MPK Wrocław ogłosiło przetarg na naprawę główną połączoną z modernizacją całej serii 205WrAs. Przetarg wygrała firma Modertrans Poznań. Jako pierwszy do naprawy trafił wagon o numerze taborowym #2707 – niesprawny, spalony po kolizji z samochodem ciężarowym.

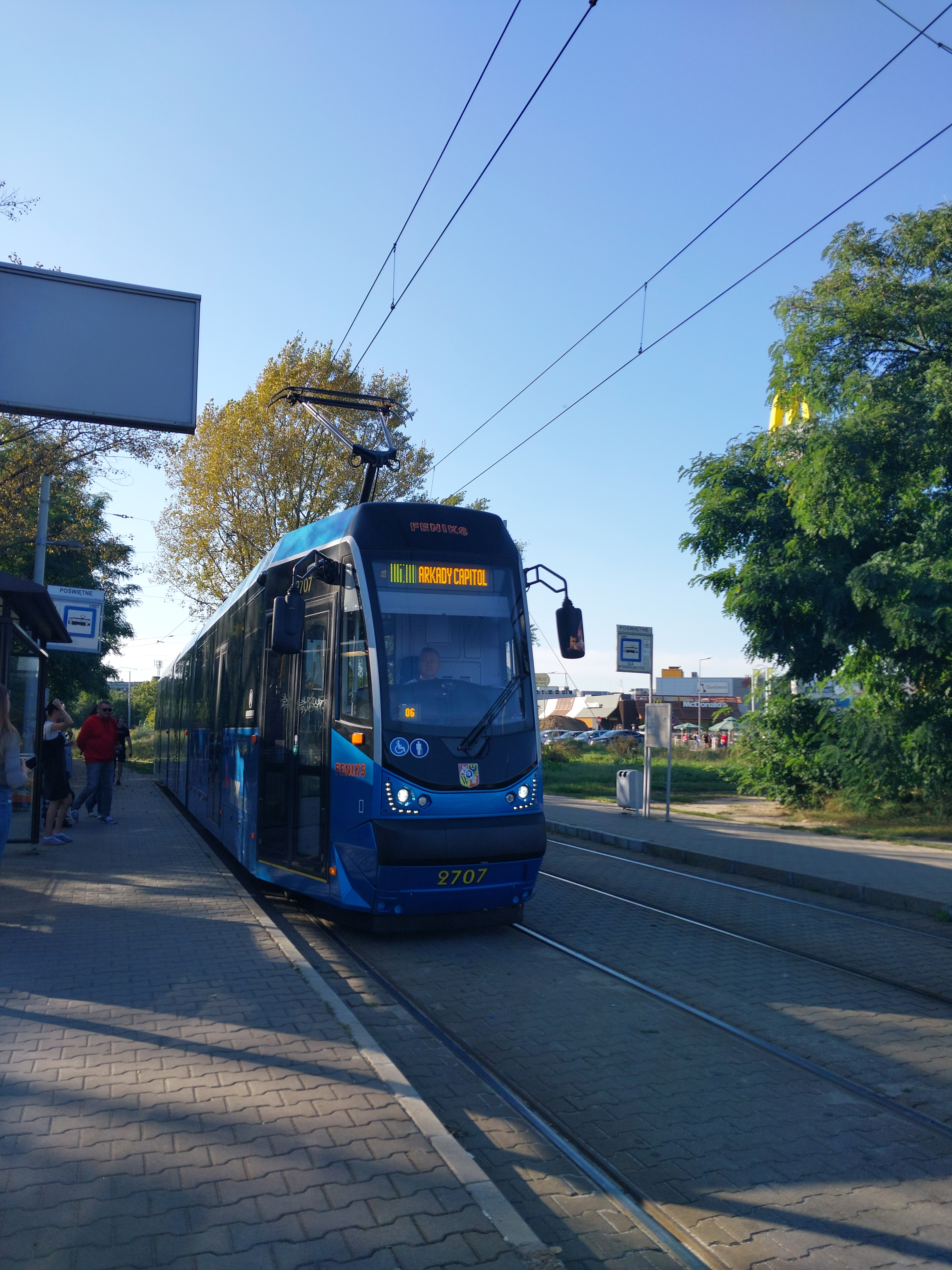
Zmodernizowany Protram 205WrAs #2707 „Feniks”

Jazdy próbne odbyły się w Poznaniu, w nocy z 7 na 8 października 2020 r. Modernizacja całej serii miała bardzo szeroki zakres – wymieniono pudła i podwozia wagonów oraz m.in. dodano klimatyzację. Wagony uzyskały design i konstrukcję zbliżoną do kursującej we Wrocławiu serii Moderus Beta (MF17AC). 27 września 2021 ostatni z zaplanowanych do modernizacji składów powrócił do Wrocławia.